# Aydınlık Türkiye Partisi
Die Aydınlık Türkiye Partisi, ATP (deutsch: „Partei der Erleuchteten Türkei“), war eine politische Partei in der Türkei.

## Geschichte
Yıldırım Tuğrul Türkeş ist der Sohn des Gründers und ehemaligen Vorsitzenden der Partei der Nationalistischen Bewegung (MHP) Alparslan Türkeş. Als Alparslan Türkeş am 4. April 1997 starb, kam es zu einem innerparteilichen Machtkampf. Es gab zwei Lager, die einen wollten seinen Sohn Yıldırım Tuğrul Türkeş als neuen Vorsitzenden, die anderen den früheren Generalsekretär der MHP Devlet Bahçeli. Schließlich wurde Devlet Bahçeli bei einem außerordentlichen Parteitag zum neuen Vorsitzenden gewählt. Yıldırım Tuğrul Türkeş trat aus der MHP aus und gründete am 27. Februar 1997 die ATP.

## Wahlergebnisse
Am 22. Juli 2007 fanden die vorgezogenen Wahlen zur 23. Großen Nationalversammlung der Türkei statt. 100.982 Wähler (0,29 Prozent) gaben ihre Stimme der ATP.
Im gleichen Jahr kandidierte der Gründer der ATP Yıldırım Tuğrul Türkeş als MHP-Abgeordneter und wurde ins Parlament gewählt.

## Auflösung
Die Partei wurde 2010 aufgelöst und trat der MHP bei.